# Grotta del Romito

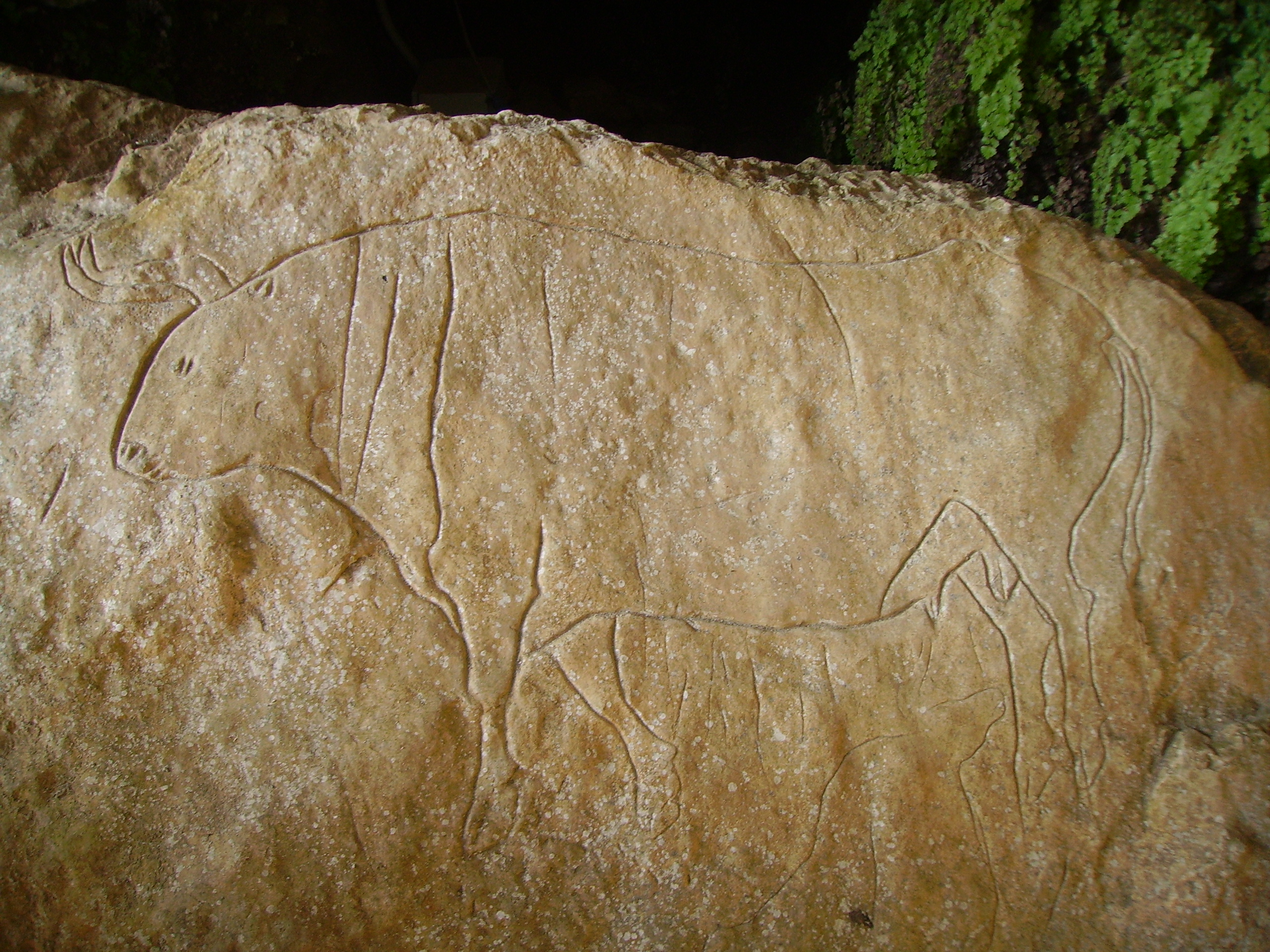
Graffito del Bos Primigenius

La grotta e il riparo del Romito è un sito archeologico risalente al Paleolitico superiore contenente una delle più antiche testimonianze dell'arte preistorica in Italia, situata in località Nuppolara nel comune di Papasidero, in Calabria, provincia di Cosenza.

## Descrizione
Il sito, che si trova ll'interno del Parco nazionale del Pollino, si compone di un riparo sotto roccia e di una grotta, originariamente un unicum, separate artificialmente quando la grotta fu utilizzata come romitorio. La grotta si compone di due ambienti, quello interno non fu mai abitato dall'uomo, mentre quello più esterno sì, come dimostrano segni di focolari, macellazioni e industria litica.
All'esterno si trovano alcune incisioni rupestri, tra le quali la più importante è un graffito su un grande masso raffigurante un maestoso bovide (Bos primigenius); una sua riproduzione si conserva al Museo Nazionale di Reggio Calabria, mentre altri reperti sono esposti al Museo e istituto fiorentino di preistoria.
Il sito ha restituito evidenze di una sua frequentazione a partire dal gravettiano, continuando per l'epigravettiano e il mesolitico, arrivando fino al neolitico. Queste si riferiscono a resti di 9 individui, evidenze di arte rupestre,  reperti litici e faunistici, che coprono un arco temporale compreso tra 23.000 e 10.000 anni fa, ed hanno consentito la ricostruzione delle abitudini alimentari, della vita sociale e dell'ambiente dell'Homo sapiens.
Il sito è attualmente visitabile grazie all'intervento dell'Università di Firenze in collaborazione con la Soprintendenza Archeologica della Calabria, il Museo e Istituto Fiorentino di Preistoria ed il comune di Papasidero. Sul posto sono stati infatti realizzati interventi atti a garantire l'accesso alla grotta (passerelle, impianti di illuminazione) e la fruizione integrata del sito archeologico (visite guidate, brochure, materiali didattici per bambini). Il sito è altresì corredato di un antiquarium, dove sono esposti alcuni reperti.

## Reperti
Sono nove i reperti umani ritrovati sia in grotta che nel riparo. Il più antico di questi, classificato come Romito 9, risale a 14 500 anni dal presente (BP - Before Present in inglese), mentre tutti gli altri si riferiscono compreso tra 12 200 e 10 800 anni BP. Gli individui, Homo Sapiens, erano sia donne che uomini; tra questi, Romito 2 soffriva di nanismo, mentre Romito 8 presenta segni di traumi fisici. Si ipotizza che a seguito di una caduta, l'individuo sia rimasto semiparalizzato; nonostante la sua inabilità a procurarsi autonomamente il cibo, l'usura dei denti dimostra che visse a lungo, curato dalla comunità cui apparteneva. 
L'analisi genetica svolta sul DNA antico ha dimostrato che gli individui Romito 5 e Romito 6, ritrovati sepolit insieme, erano imparentati per linea matrileneare; avevano in comune cioè, la madre o la nonna, evento questo molto raro tra i reperti umani ad oggi rinvenuti ed analizzati. Romito 8 era un bambino di 11-12 anni, che fu sepolto su di un letto di ocra rossa, con una coperta di  centinaia di conchiglie e di denti di cervo.
Rilevante dal punto di vista culturale, per la sua resa artistica che lo accomuna ai ritrovamenti artistici franco-spagnoli di stile detto franco-cantabrico, e l'incisione del grande Uro, sul masso posto tra il riparo e la grotta. Questo, datato archeologicamente ad un periodo compreso tra 14 000 e 12 000 anni BP, raffigurato immobile, colpisce per il rispetto delle proporzioni naturali e dei dettagli anatomici.

## Produzioni
Il sito ha restituito anche industria litica del gravettiano, epigravettiano e mesolitico, realizzata utilizzando materiale estratto nei dintorni del sito; oltre a questi anche manufatti in osso, tra i quali due zagaglie finemente decorate.
Al gravettiano appartengono le punte a dorso, gravettes e microgravettes, mentre all'epigravettiano appartengono le lame e punte adatte ad essere innestate su un bastone, per ottenere un'arma di lancio. 
Gli strati realitivi al neolitico hanno restituito grandi quantità di ossidiana, tanto da far ipotizzare che il sito fungesse da base per i commerci di questo materiale tra il Tirreno e lo Ionio.